# Mythicomyia macra
Mythicomyia macra är en tvåvingeart som beskrevs av Hall 1976. Mythicomyia macra ingår i släktet Mythicomyia och familjen svävflugor. Inga underarter finns listade i Catalogue of Life.